# 若松育美
若松 育美（わかまつ いくみ、1974年6月22日- 、旧姓：永山・ながやま）は日本の陸上競技選手。鹿児島県笠沙町（現南さつま市）出身。

## 経歴
鹿児島市立鹿児島女子高等学校出身。京セラ女子陸上競技部に所属した後、デンソーに移った。
1998年の第16回全国女子駅伝では1区を走り区間賞を獲得している。
1998年アジア競技大会では1500mで代表となった。
2000年、ルクセンブルクハーフマラソンで1分10秒25の記録で優勝した。
2001年、香川丸亀ハーフマラソンで1時間09分28秒の自己記録で優勝を達成。同年、初マラソンだった名古屋国際女子マラソンでは、35Km過ぎまで先頭集団についていたが終盤失速、2時間27分44秒（自己記録）の8位に留まった。
2002年、大阪国際女子マラソンに出場したが中間点付近で優勝争いから脱落、その後大幅にペースダウンしてしまい2時間43分29秒の20位に終わった。同年一旦引退を表明。
2003年に長女を出産した後、2005年に競技に復帰した。日本の元祖ママさんランナーある。
結婚・出産後初のフルマラソン出場となる2008年の名古屋国際女子マラソンでは、2時間35分42秒の19位に入った。